# Lophiola aurea
Lophiola aurea är en enhjärtbladig växtart som beskrevs av Ker Gawl. Lophiola aurea ingår i släktet Lophiola och familjen myrliljeväxter. Inga underarter finns listade i Catalogue of Life.